# Serval
Serval stepní či pouze serval (Leptailurus serval, dříve Caracal serval) je africká kočkovitá šelma. Řadí se do podčeledi malých koček a vyznačuje se žlutavým, černě skvrnitým kožichem a vysokým, štíhlým tělem. Dokáže vysoko skákat a rychle běhat na krátkou vzdálenost. Loví především malé hlodavce a ptáky. Podle norem Mezinárodního svazu ochrany přírody jde o druh málo dotčený.

## Taxonomie a popis

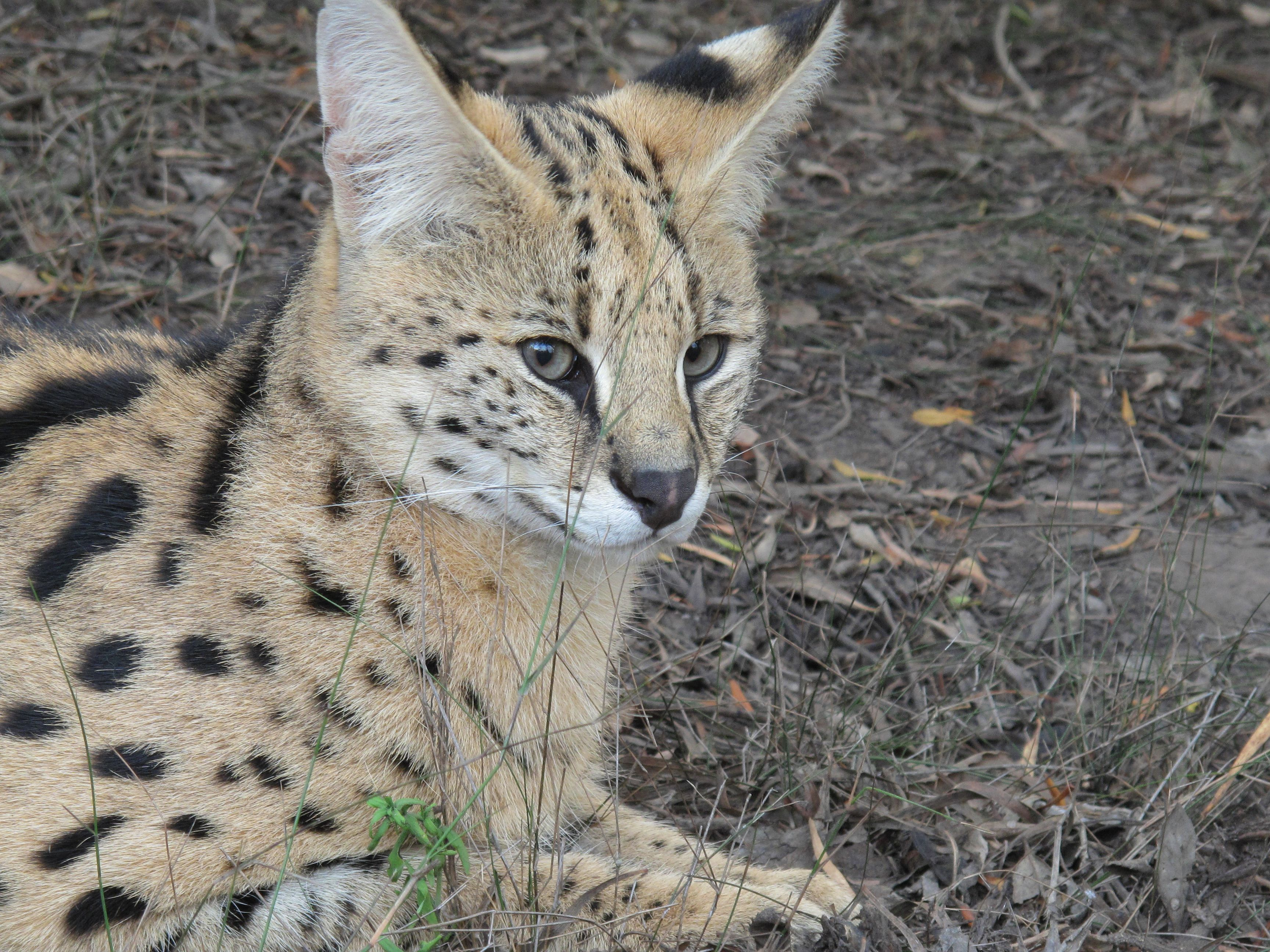
Detail hlavy servala (Jižní Afrika)

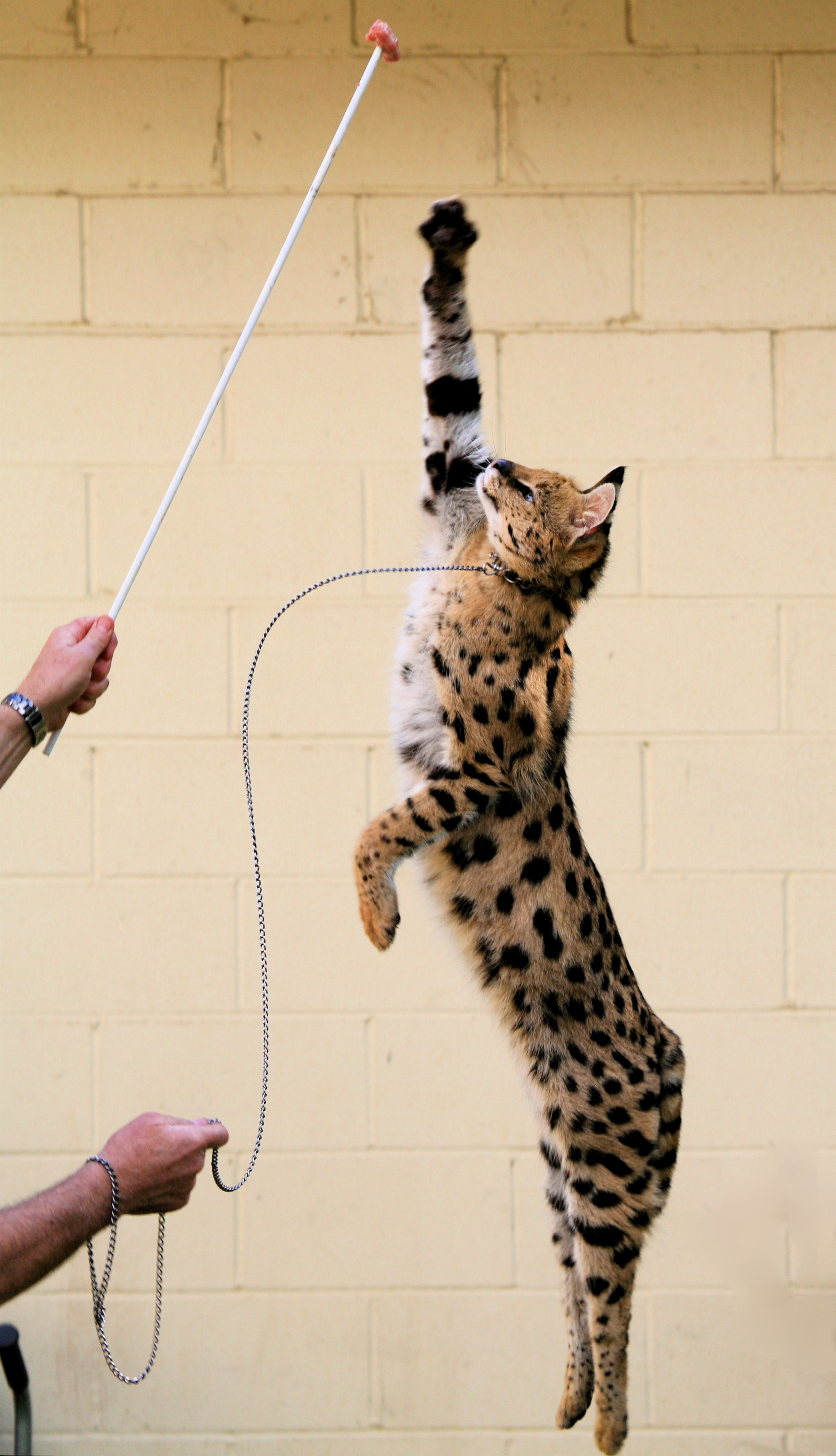
Serval jako domácí zvíře ve výskoku

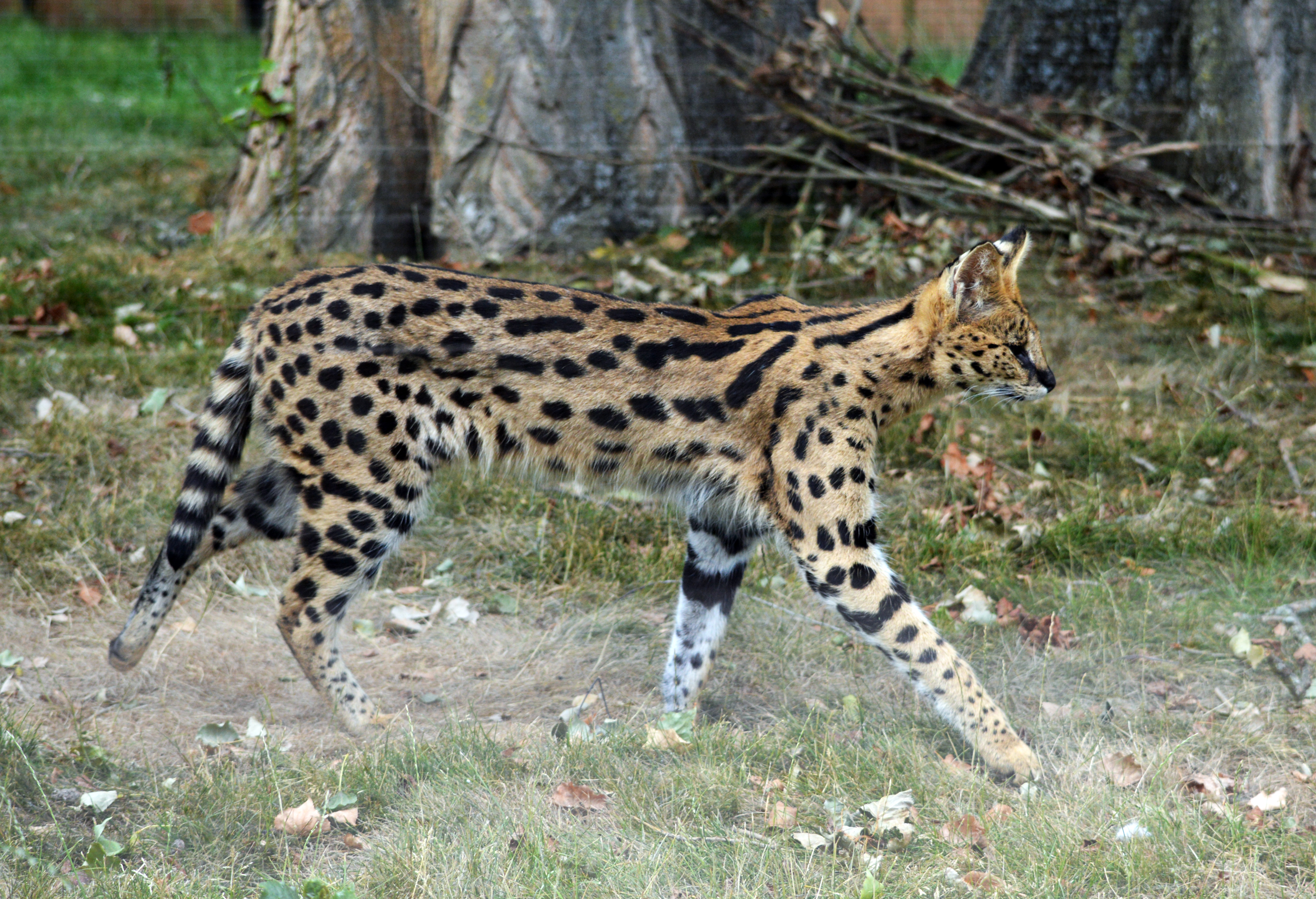
Servalovi často přecházejí skvrny na hřbetě a krku v pruhy (ZOO Amiens)

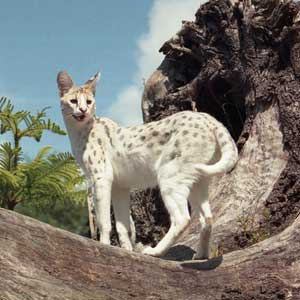
U servalů se vzácně vyskytuje i albinismus

Serval je v současnosti považován za jediný druh rodu Leptailurus. Je však úzce spřízněn s karakalem a kočkou zlatou, do jejichž rodu Caracal bývá někdy řazen. Nicméně taxonomické zařazení se stále zkoumá. Pojmenování serval vychází z portugalštiny a znamená „rys“. Rodové jméno Leptailurus pochází z řečtiny a znamená „úžasně mrštný“.
Je to vysoké a štíhlé zvíře, které se podobá psovi s hlavou kočky. Má velké, na konci zakulacené uši a kožešinu téměř stejně barevnou jako gepard štíhlý. Vysoké nohy, relativně nejdelší ze všech kočkovitých šelem, mu umožňují lehce se pohybovat ve vysoké trávě savany. Zbarvení je krémové či nažloutlé s černými puntíky, existuje však i černá melanická forma. Černě zbarvení jedinci se vyskytují hlavně v horských oblastech Keni a Etiopie ve výškách okolo 2500 m n. m. Byli však spatřeni i v nížinách. Účel černé barvy u mnoha kočkovitých druhů nebyl dosud uspokojivě vysvětlen. Délka těla se pohybuje v rozmezí 59–92 cm, délka ocasu 20–38 cm. Hmotnost osciluje mezi 7–18 kg. V kohoutku měří okolo 56–60 cm. Postavou je podobný karakalovi, ale je vyšší a štíhlejší při zhruba stejné hmotnosti. Pohlavní dimorfismus není nijak výrazný, samci jsou poněkud větší.

## Rozšíření a biotop
Žije pouze v Africe, přičemž téměř výhradně jižně od Sahary, většinou pak jižně od Sahelu. Malá zbytková populace přežívá možná i v Maroku. V Alžírsku byl zřejmě vyhuben, do Tuniska naopak reintrodukován (Národní park Feijda). Je rozšířen na území savan, stepí, lesostepí a v horských oblastech (až do výšky 3800 m n. m.). Část jeho areálu se nachází i na okrajích tropických deštných lesů. Vyhýbá se suchým polopouštním i pouštním oblastem a rozsáhlým komplexům deštných pralesů. Jeho výskyt je vázán na zdroje vody a alespoň částečně travnatou krajinu.

## Biologie
Serval je poněkud netypicky stavěná kočka. Jeho vysoká a štíhlá postava je přizpůsobená k skákání a rychlému běhu ve vysoké trávě. Dokáže vyvinout rychlost až 73 km/h, což však využívá jen na krátkou vzdálenost. Rovněž šplhá dobře po stromech, ale tuto činnost nijak zvlášť nevyhledává, na rozdíl například od levhartů. Voda (ne příliš hluboká) mu nevadí, rád se koupe a „rybaří“. Síla stisku jeho čelistí je přibližně třikrát vyšší než u kočky domácí (172 vs. 56 Newtonů v tzv. BFQ – „bite force quotient“), což rozšiřuje jeho možnosti při usmrcování větší kořisti.

### Potrava
Živí se převážně malými savci. 90 % jeho kořisti tvoří zvířata lehčí než 200 gramů. Jedná se především o různé myši (např. myš lamelozubá, myš pruhovaná), krysy (např. krysa mnohobradavková, krysa bažinná), pískomily, bělozubky, rypoše a zemní veverky. Málokdy napadá živočichy velikosti zajíce nebo dokonce větší, čímž se poněkud odlišuje od karakala, který běžně loví i menší antilopy a gazely. Jeho další potravou jsou ptáci (od pěvců až po ptáky velikosti čápa), ještěrky, ryby, žáby, hmyz (a to zejména kobylky). Stravu doplňuje trávou (zřejmě mu pomáhá trávit a vyvrhovat) a plody ovocných keřů a stromů (banány, avokáda).

### Taktika lovu
Když serval vystopuje kořist, obvykle za šera či v noci a za pomoci sluchu, exceluje svým uměním chytit ji prudkým skokem. Skáče až do vzdálenosti 4 m a do výšky 2–3 m a je tak mistrovsky vybaven pro lov malých i větších opeřenců. Oběti se zmocní předními tlapami, jimiž ji následně tluče, případně ji okamžitě zakousne. Tímto způsobem chytá především drobné hlodavce, plazy a ptáky. Důvodem této taktiky je to, že malé živočichy je obtížné pronásledovat v husté trávě. Různí hlodavci mají v podrostu vyhloubené chodbičky, jimiž dokáží rychle běhat a kličkovat. Serval jim v tomto obvykle nestačí a tak většinou volí jinou metodu, kterou je právě skok. Lokalizovat oběť mu pomáhá vynikající sluch. Je však zajímavé, že stejnou techniku může použít i na větší kořist, ačkoliv tu napadá jen vzácně. Byl pozorován, že tímto způsobem zaútočil na sedmi kilogramového koloucha gazely Thomsonovy. Pokud se vyhlédnutá oběť nachází pod zemí, serval ji vyhrabe a pak zabije. Své nohy dokáže využít i jako jakési háky, jimiž prohledává dutiny a nory. Jeho úspěšnost lovu je ve srovnání s ostatními kočkami vysoká a dosahuje téměř 50 %. S živou kořistí si rád hraje, dává jí možnost utéct a znovu ji chytá.

### Chování a rozmnožování
Serval je aktivní převážně ráno, večer a v noci, nicméně preference části dne se může lišit od oblasti k oblasti a záviset na přítomnosti jiných predátorů a člověka. Žije samotářsky jako téměř všechny kočkovité šelmy, i když samice jsou v teritoriích samců trpěny. Velikost teritoria kolísá od 2 do více než 30 km². Území si značkují močí, trusem, drásáním kůry a hrabáním zeminy.
Páření může probíhat celoročně. Po průměrně 65–75 dnech březosti se rodí přibližně 1–4 mláďata (nejčastěji 2). Samice rodí v husté vegetaci nebo v opuštěném doupěti jiného zvířete. Po narození váží mláďata asi 250 gramů a 9–13 dní jsou slepá. Zhruba po 6 měsících jsou schopna lovu a od jednoho do jednoho a půl roku se osamostatní. Mladé samičky mohou s matkou zůstat o něco déle než samci. Samice mohou ve volné přírodě za určitých okolností stihnout dva vrhy ročně, v zajetí, pokud jim jsou mláďata rychle odebrána, i čtyři. Sexuálně zralí jsou servalové po dosažení jednoho a půl roku. V divočině se dožívají v průměru okolo 10 let (nejvíce 12), v zajetí i přes 20.

### Predace, kompetice
Potenciálními nepřáteli servalů jsou jakékoliv větší africké šelmy, především hyeny, psi hyenovití, levharti a lvi. Když serval zaregistruje nepřítele, přikrčí se a vyčkává. Pokud se nebezpečí přiblíží, prudce vyrazí a rychlým během a skoky zmizí pryč. Je-li pronásledován vytrvalými běžci, zvláště psy, snaží se najít útočiště na stromě. Hlavním potravním konkurentem servala je karakal, který bývá na sdílených teritoriích zřejmě úspěšnější.

## Hrozby a ochrana
Na jih od Sahelu je serval stále poměrně hojný, i když jeho stavy ubývají. Hlavním nebezpečím je ztráta životního prostředí (např. vypalování podrostů), degradace vodních zdrojů a rozšiřování pastvin pro dobytek, jenž je následně nadměrně spásá. Dalším nebezpečím je lov pro kožešinu, pro sport nebo proto, že je farmáři považován za nebezpečí pro drůbež. Býval často loven i kvůli masu, které je v Africe bráno jako pochoutka. Serval je chráněn v některých státech plošně, jiné uplatňují částečný zákaz lovu a někde požívá ochranu jen v rezervacích.

### Paraziti, nemoci
Typickými ektoparazity jsou klíšťata, endoparazity tasemnice a škrkavky. Nemoci zahrnují například rhinotrachetis virus, calcivirus, panleucopenia virus a vzteklinu.

## Vztahy s člověkem
Servalové bývají často chovaní v zajetí a pokud jsou odebráni v mládí, snadno zkrotnou. I přesto mohou být nebezpeční, především pro malé děti. Bylo zaznamenáno několik případů napadení a vážného zranění dětí, ale žádný známý fatální případ neexistuje. Pokud se do zajetí dostane původně divoký jedinec, bývá velmi nevrlý a připravený kdykoliv zasadit ránu tlapou.

### Filmy
- Království divočiny: Serval, skokan savany (Dokumentární, Japonsko 2008)